# Ferdi Kübler
Ferdinand Kübler, detto Ferdi (Marthalen, 24 luglio 1919 – Zurigo, 29 dicembre 2016), è stato un ciclista su strada e pistard svizzero.
Professionista dal 1940 al 1957, vinse un mondiale nel 1951, il Tour de France 1950 e due Liegi-Bastogne-Liegi. Passista eccezionale, era capace di vincere anche in volata.

## Carriera
Nella sua carriera professionistica, iniziata nel 1940 e terminata nel 1957, fece subito vedere di avere buone doti nelle corse a tappe vincendo il Tour de Suisse 1942 (il primo dei suoi tre trionfi). Fu all'inizio degli anni cinquanta che ottenne i risultati più importanti della sua carriera: proprio nel 1950 esordì già trentunenne al Giro d'Italia, dove si classificò quarto, e si aggiudicò   il Tour de France, approfittando anche del ritiro della nazionale azzurra, che era al comando della classifica con Fiorenzo Magni ed era favorita per il successo finale. L'anno successivo colse inoltre un altro prestigioso successo ai mondiali svoltisi a Varese, dove precedette in volata gli italiani Fiorenzo Magni e Antonio Bevilacqua.
Negli anni successivi fu anche protagonista nelle classiche più importanti, aggiudicandosi per due anni consecutivi la Liegi-Bastogne-Liegi e la Freccia Vallone nel 1951 e nel 1952 nonché la Milano-Torino nel 1956, quando aveva ormai 37 anni. Ha inoltre al suo attivo cinque titoli nazionali sia su strada e altri su pista.
Dopo il ritiro fu per alcuni anni direttore sportivo di squadre professionistiche in Italia e Svizzera. È stato, fino al 29 dicembre 2016, il più anziano ex-campione del mondo vivente.

## Palmarès

### Strada
- 1940 (Cilo, una vittoria)

Attraverso Losanna
- 1941 (P. Egli Rad, tre vittorie)

Attraverso Losanna
Campionati svizzeri della montagna
2ª tappa Tour de Suisse (Losanna > Berna)
- 1942 (P. Egli Rad, quattro vittorie)

Attraverso Losanna
Campionati svizzeri della montagna
2ª tappa Tour de Suisse (Winterthur > Bellinzona)
Classifica generale Tour de Suisse
- 1943 (P. Egli Rad, due vittorie)

Nordwest-Schweizer-Rundfahrt
Meisterschaft von Zürich
- 1945 (Cilo, una vittoria)

Attraverso Losanna
- 1947 (Cilo, tre vittorie)

1ª tappa Tour de France (Parigi > Lilla)
5ª tappa Tour de France (Strasburgo > Besançon)
3ª tappa Tour de Suisse (Bellinzona > Sitten)
- 1948 (Tebag & Peugeot, dieci vittorie)

Campionati svizzeri, Prova in linea
1ª tappa, 1ª semitappa Tour de Suisse (Zurigo > Olten)
3ª tappa, 2ª semitappa Tour de Suisse (Morges > Thun)
6ª tappa Tour de Suisse (Lugano > Arosa)
7ª tappa, 2ª semitappa Tour de Suisse (Flawil > Zurigo)
Classifica generale Tour de Suisse
1ª tappa, 1ª semitappa Tour de Romandie (Ginevra > Aigle)
2ª tappa Tour de Romandie (Montana > Porrentruy)
Classifica generale Tour de Romandie
Gran Premio di Svizzera (cronometro)
- 1949 (Tebag & Peugeot, cinque vittorie)

Nordwest-Schweizer-Rundfahrt
Gran Premio di Svizzera (cronometro)
Campionati svizzeri, Prova in linea
Tour des Quatre-Cantons
5ª tappa Tour de France (Rouen > Saint-Malo)
- 1950 (Tebag & Fréjus, nove vittorie)

Campionati svizzeri, Prova in linea
Giro del Ticino
Gran Premio Industria e Commercio di Prato
4ª tappa Tour de Romandie (Vallorbe > Ginevra)
6ª tappa Tour de France (Dinard > Saint-Brieuc, cronometro)
16ª tappa Tour de France (Menton > Nizza)
20ª tappa Tour de France (Saint-Étienne > Lione)
Classifica generale Tour de France
Gran Premio di Lugano (cronometro)
- 1951 (Tebag & Fréjus, diciassette vittorie)

1ª tappa Roma-Napoli-Roma
3ª tappa Roma-Napoli-Roma
Classifica generale Roma-Napoli-Roma
2ª tappa, 1ª semitappa Tour de Suisse (Aarau > Basilea)
4ª tappa Tour de Suisse (Berna > Gstaad)
Classifica generale Tour de Suisse
Giro del Ticino
Liegi-Bastogne-Liegi
Freccia Vallone
1ª tappa, 1ª semitappa Tour de Romandie (Friburgo > Vevey)
1ª tappa, 2ª semitappa Tour de Romandie (Vevey > Fully)
2ª tappa Tour de Romandie (Fully > Ginevra)
4ª tappa Tour de Romandie (Porrentruy > Friburgo)
Classifica generale Tour de Romandie
Campionati svizzeri, Prova in linea
Campionati del mondo (Varese)
Weekend Ardennais
- 1952 (Tebag & Fréjus, sei vittorie)

Giro del Ticino
Liegi-Bastogne-Liegi
Freccia Vallone
6ª tappa Tour de Suisse (Crans-Montana > Locarno)
Tour du Lac Léman
Weekend Ardennais
- 1953 (Tebag & Fiorelli, tre vittorie)

Bordeaux-Parigi
1ª tappa Giro del Lussemburgo (Lussemburgo > Differdange)
3ª tappa, 2ª semitappa Tour de Romandie (Losanna > Morat)
- 1954 (Tebag & Fiorelli, cinque vittorie)

5ª tappa Tour de France (Caen > Saint-Brieuc)
14ª tappa Tour de France (Tolosa > Millau)
Giro del Ticino
La Grande Combe
Campionati svizzeri, Prova in linea
- 1955 (Tebag & Fiorelli, una vittoria)

5ª tappa Tour de Suisse (Sitten > Locarno)
- 1956 (Carpano, una vittoria)

Milano-Torino
- 1957 (Tebag, una vittoria)

G.P. de la Tarentaise

#### Altri successi
- 1945 (Cilo)

Criterium di Ginevra
- 1950 (Tebag)

Classifica generale Challenge Desgrange-Colombo
- 1952 (Tebag)

Classifica generale Challenge Desgrange-Colombo
- 1954 (Tebag)

Classifica generale Challenge Desgrange-Colombo
Classifica a punti Tour de France
- 1955 (Tebag)

Circuito di Balsthal
- 1956 (Carpano)

Circuito di Dezico
- 1957 (Tebag)

Circuito di Sion

### Pista
- 1940

Campionati svizzeri, Inseguimento individuale
- 1941

Campionati svizzeri, Inseguimento individuale
- 1943

Campionati svizzeri, Inseguimento individuale

### Cross
- 1945

Campionati svizzeri

## Piazzamenti

### Grandi Giri
- Giro d'Italia

1950: 4º
1951: 3º
1952: 3º
- Tour de France

1947: ritirato (6ª tappa)
1949: ritirato (18ª tappa)
1950: vincitore
1954: 2º
1955: non partito (12ª tappa)

### Classiche monumento
- Milano-Sanremo

1949: 17º
1950: 9º
1951: 20º
1952: 37º
1953: 10º
1954: 13º
1955: 72º
- Parigi-Roubaix

1948: 54º
1950: 35º
1951: 10º
1952: 4º
1954: 4º
1956: 28º
- Liegi-Bastogne-Liegi

1951: vincitore
1952: vincitore
1953: 14º
1954: 3º
- Giro di Lombardia

1948: 19º
1949: 2º
1950: 5º
1952: 10º

### Competizioni mondiali
- Campionati del mondo

Reims 1947 - In linea: ritirato
Valkenburg 1948 - In linea: 7º
Copenaghen 1949 - In linea: 2º
Moorslede 1950 - In linea: 3º
Varese 1951 - In linea: vincitore
Lussemburgo 1952 - In linea: 10º
Lugano 1953 - In linea: 7º
Solingen 1954 - In linea: ritirato
Frascati 1955 - In linea: 14º

## Riconoscimenti
- Trophée Edmond Gentil nel 1950